# 何國溥
何國溥（1875年－1952年），字定瑤，號惠庶。廣東省廣州府順德縣水藤鄉人。清末秀才。何國澄，何國澧之弟，合稱「何家三鳳」。

## 生平
生於順德望族書香世家，為寅業公五子（么子），母蕭氏。長兄國澄為光緒庚寅(1890年)進士，次兄國澧為光緒戊戌(1898年)翰林。年少時從遊於嶺南大儒簡竹居、為清光緒邑痒生、補縣學生、畢業於高等警察學堂、通於武備。曾任縣知事，迭任中小學校校長。辛亥後閉門不出，終而與伯兄日以酬唱為樂。何氏被族人推舉管理祖嘗，并「囂訟息」，「廢滯舉」等，因而受鄉人善待達三十年。惠庶公為鄉中著名的老師，非常著重子弟學習書法，曾親赴上海將世交蘇幼宰（蘇文擢教授之父）親書的楷書字格，攜返家鄉然後鑴板，放在家墊供子弟臨摹學習。1951年土地改革時被捕入大良看守所，被囚六個月後絕食而亡。三子何叔惠、六子何幼惠為香港著名國學家及書法家。